# Горопаївська сільська рада
Горопаївська сільська рада — колишня адміністративно-територіальна одиниця та орган місцевого самоврядування у Любарському і Дзержинському районах Житомирської і Бердичівської округ, Вінницької й Житомирської областей Української РСР та України з адміністративним центром у с. Горопаї.

## Населені пункти
Сільській раді були підпорядковані населені пункти:
- с. Горопаї

## Населення
Кількість населення ради, станом на 1923 рік, становила 1 481 осіб, кількість дворів — 251.
Відповідно до перепису населення СРСР, станом на 17 грудня 1926 року, чисельність населення ради становила 1 477 осіб, з них, за статтю: чоловіків — 705, жінок — 772; етнічний склад: українців — 1 477. Кількість господарств — 353.
Станом на 5 грудня 2001 року, відповідно до перепису населення України, кількість мешканців сільської ради становила 592 особи.

## Склад ради
Рада складалася з 12 депутатів та голови.

## Керівний склад сільської ради
| ПІБ                    | Основні відомості                                                 | Дата обрання | Дата звільнення |
| ---------------------- | ----------------------------------------------------------------- | ------------ | --------------- |
| Білоус Ганна Іллінічна | Сільський голова, 1946 року народження, освіта, позапартійна      | 26.03.2006   | 31.10.2010      |
| Білоус Ганна Іллівна   | Сільський голова, 1946 року народження, освіта вища, позапартійна | 31.10.2010   |                 |

Примітка: таблиця складена за даними джерела

## Історія
Створена 1923 року в с. Горопаї Новочорторийської волості Полонського повіту Волинської губернії.
Станом на 1 вересня 1946 року та 1 січня 1972 року сільська рада входила до складу Любарського району Житомирської області, на обліку в раді перебувало с. Горопаї.
Ліквідована 10 травня 1972 року, відповідно до рішення Житомирського облвиконкому № 194 «Про ліквідацію, утворення, окремих сільрад та зміни в адміністративному підпорядкуванні деяких населених пунктів Любарського і Малинського районів», територію ради та с. Горопаї передано до складу Привітівської сільської ради Любарського району. Відновлена 26 червня 1992 року, відповідно до рішення Житомирської обласної ради «Про внесення змін в адміністративно-територіальний устрій окремих районів», в с. Горопаї Привітівської сільської ради Любарського району.
Виключена з облікових даних 20 листопада 2017 року через об'єднання до складу Любарської селищної територіальної громади Любарського району Житомирської області.
Входила до складу Любарського (7.03.1923 р., 4.01.1965 р., 26.06.1992 р.) та Дзержинського (30.12.1962 р.) районів.